# Elaphostrongylus cervi
Elaphostrongylus cervi är en rundmaskart som beskrevs av Cameron 1931. Elaphostrongylus cervi ingår i släktet Elaphostrongylus och familjen Protostrongylidae. Inga underarter finns listade i Catalogue of Life.